# Симфония № 6 (Дмитрий Шостакович)
„Симфония № 6“ в си минор (опус 54) е симфония на руския композитор Дмитрий Шостакович.
Написана е през 1939 година, а премиерата ѝ е на 5 ноември в Ленинград, в изпълнение на оркестъра на Ленинградската филхармония под диригентството на Евгений Мравински.